# أنغيليتا
أنغيليتا (بالإنجليزية: Anguillita) هي جزيرة صخرية صغيرة غير مأهولة قبالة الطرف الغربي، وجزء من أراضي أنغويلا، وتقع في منطقة البحر الكاريبي. إنها النقطة الجنوبية للتبعية، وتقع عند الإحداثيات 18 ° 9 'شمالا، 63 ° 11' غربًا، متوسط ارتفاعها مقلوب مقارنة بمعظمها، عند -89 قدمًا تحت مستوى سطح البحر.